# Valmaggiore
La Valmaggiore o Val Maggiore è un comprensorio storico-geografico della Capitanata che si caratterizza per la presenza dell'unica minoranza francoprovenzale in Puglia.

## Geografia
Il territorio della Valmaggiore, ubicato nei Monti della Daunia, coincide in gran parte con la media e alta valle del torrente Celone (l'antico Aquilone) e comprende i comuni di Castelluccio Valmaggiore, Celle di San Vito e Faeto; il territorio di quest'ultimo si estende anzi fino all'alta valle del Miscano, situata sul versante tirrenico. La Valmaggiore è dominata dal Monte Cornacchia, la vetta più alta della Puglia, e circondata da numerosi altri rilievi di altitudine superiore a 1 000 m s.l.m. con folta presenza di selve naturali (fra cui il maestoso bosco di Faeto). Contrariamente a quanto farebbe pensare il nome, l'estensione areale della Valmaggiore è invece assai ristretta (meno di 70 km²); l'origine del toponimo sarebbe piuttosto da interpretarsi come "valle maggiore in altitudine".

## Storia
In epoca preromana l'alta valle del Celone dovette essere controllata dai Sanniti Irpini, i quali vi fondarono l'oppidum Vescellium. Fin dal II secolo d.C. l'alta Valmaggiore fu invece lambita dalla via Traiana e proprio alle sorgenti del Celone fu istituita una stazione di sosta citata come mutatio Aquilonis nell'itinerario Gerosolimitano; essa era ubicata in corrispondenza del valico appenninico di San Vito a 947 m s.l.m..
È noto che fin dall'antichità la valle del Celone era ammantata da boschi poiché una stele ivi rinvenuta attesta la dedica, da parte del centurione Marco Aurelio Negrino, del lucus aquilonensis all'imperatore Caracalla. La via Traiana, che in origine doveva essere una semplice variante alla via Appia, acquisì importanza sempre maggiore fino a essere integrata, nell'alto medioevo, nel grande itinerario della via Francigena che conduceva pellegrini e crociati dall'Europa verso la Terrasanta.
Fu in quell'epoca che i Normanni edificarono, sull'altura del Castiglione, presso il valico di San Vito, il castello di Crepacuore, una fortezza tenuta dai cavalieri Gerosolimitani destinata ad assicurare la sicurezza dei viandanti e dei cavalieri che percorrevano la via Francigena.
Tuttavia, con l'affermarsi della dinastia sveva nel XII secolo, la sicurezza del percorso venne compromessa dalle frequenti scorrerie dei Saraceni presenti in gran numero nel vicino insediamento musulmano di Lucera. La situazione rimase tesa finché, nel 1269, il nuovo sovrano Carlo I d'Angiò decise di ristrutturare il castello di Crepacuore con l'obiettivo di assediare Lucera, che venne poi espugnata nel giro di pochi mesi grazie al supporto di numerosi clan angioini i quali, una volta terminate le ostilità, si sarebbero infine insediati in Valmaggiore, importando così la lingua francoprovenzale e la cultura d'origine a Celle di San Vito e Faeto,  ma non a Castelluccio.
Secondo un'altra ipotesi, la lingua francoprovenzale si sarebbe invece diffusa più tardi, a seguito della folta presenza di profughi valdesi (attestata fin dal XV secolo in diversi borghi dei monti Dauni), sebbene l'esistenza di Faeto e Celle di San Vito fosse già documentata quantomeno dal 1343. È incerto se la lingua francoprovenzale fosse parlata in origine anche a Castelluccio; si sa però che fin dal 5 febbraio 1440 l'intera Valmaggiore fu politicamente unificata a formare una baronia (avente sede proprio a Castelluccio), assegnata al capitano Antonio Caldora (o Caudola, già duca di Bari) dal re Renato d'Angiò.
Con l'avvento degli Aragonesi la baronia passò dai Caldora alla contessa di Celano e quindi, dal 1463, ad Antonio de Piccolominibus (che successivamente divenne anche duca d'Amalfi), e dal 1507 a suo figlio Giovanni Battista, marchese di Deliceto. Appartenuta quindi a Giacomo Recca fra il 1519 e il 1561, la baronia passò dall'anno successivo al napoletano Antonio Pepe che la tenne per un quinquennio, prima di venderla per 17.000 ducati a Emilia Carafa, contessa di Biccari e Airola. Alla morte di costei (nel 1576) la baronia fu ereditata da suo figlio Ferrante, appartenente alla famiglia Caracciolo che conservò a lungo il dominio. In seguito subentrarono Giovanni Battista De Capua (marito di Antonia Caracciolo), poi i suoi eredi fra i quali spicca la figura di Bartolomeo II che dominò la baronia per oltre un cinquantennio, fino al 1792. Il potere feudale era ormai agli sgoccioli: il nuovo barone Francesco Vincenzo Sanseverino, duca della Saponara, si vide privato dei diritti di esazione feudale (passati al fisco del regno di Napoli) fino alla promulgazione delle leggi eversive della feudalità del 1806-1808 che determinarono la definiva soppressione della baronia.
La popolazione dei tre comuni ormai autonomi aumentò progressivamente fino alla prima guerra mondiale per poi stabilizzarsi e infine declinare vistosamente a partire soprattutto dal secondo dopoguerra. In epoca contemporanea la densità risulta essere di soli 30 abitanti/km² mentre Celle di San Vito, uno dei tre borghi della Valmaggiore, è il comune di gran lunga meno popoloso della Puglia.

## Infrastrutture e trasporti
Situata presso il confine tra Puglia e Campania, la Valmaggiore è accessibile da ambedue le regioni tramite la strada provinciale 125 che collega i tre borghi da un lato con l'ex strada statale 160 di Lucera, dall'altro con la strada statale 90 delle Puglie; quest'ultima attraversa una comunità appartenente a una diversa minoranza linguistica, quella arbëreshë di Greci. Una strada alternativa è rappresentata dal tratturello Camporeale-Foggia che ripercorre il tracciato della medievale via Francigena nel tratto compreso fra Tre Fontane e Troia.